# Max von Thielmann

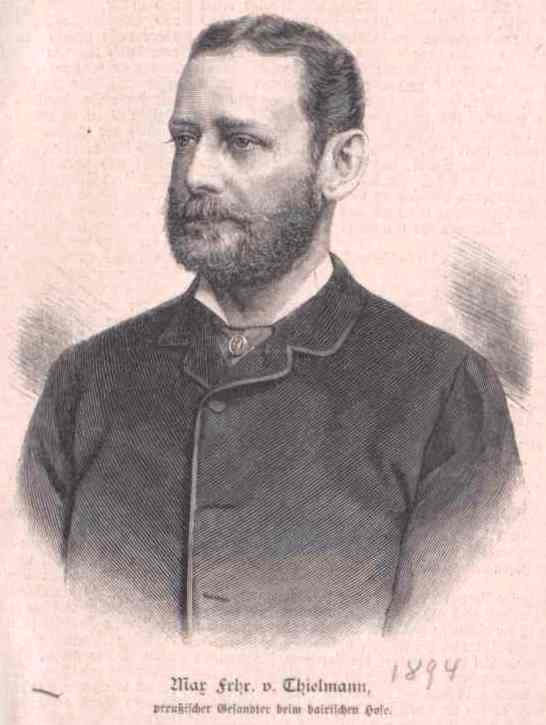
Max von Thielmann (1894)

Max Franz Guido Freiherr von Thielmann (* 4. April 1846 in Berlin; † 2. Mai 1929 ebenda) war ein deutscher Diplomat, Politiker und Staatssekretär im Reichsschatzamt des Deutschen Kaiserreichs.

## Diplomatische Laufbahn
Er war ein Nachfahre des Generals der Befreiungskriege, Johann von Thielmann, seine Eltern waren dessen Sohn Franz von Thielmann (1799–1868) und seine zweite Frau Mathilde, geborene Friebe (1812–1874). Thielmann war von 1858 bis 1862 an der Ritterakademie Brandenburg mit dem Abschluss der Reife. Bekannteste Mitschüler seiner Zeit waren u. a. Bernhard von Bredow und Karl von Rabe. Sein Halbbruder Adolf Freiherr von Thielmann (1839–1908) wurde Jurist und Gutsbesitzer in Schlesien. Johann Adolf von Thielmann war sein Großvater.
Nach der Schulzeit studierte er in Berlin und Heidelberg, wo er 1864 Mitglied des Corps Saxo-Borussia wurde. Im Juni 1866 promovierte zum Dr. jur., Sommer 1866 Einjährigfreiwilliger beim Husaren-Regiment „Graf Goetzen“ (2. Schlesisches) Nr. 6. Danach wirkte Thielmann als Auskultatur und Referendar in Berlin. 
Er ging in den Diplomatischen Dienst. In den folgenden Jahren war er an den deutschen Botschaften in Petersburg, Kopenhagen, Bern, Washington, D.C., Brüssel, Paris und Konstantinopel tätig.
1886 wurde er zunächst Generalkonsul in Sofia. Anschließend war er zwischen 1888 und 1894 preußischer Gesandter in Darmstadt, Hamburg und München. 1895 wurde er zum Botschafter in Washington D.C. ernannt. 1897 wurde Theodor von Holleben dort sein Nachfolger.

## Staatssekretär im Reichsschatzamt
Am 1. Juli 1897 wurde er dann als Nachfolger von Arthur von Posadowsky-Wehner zum Staatssekretär im Reichsschatzamt in das Kabinett von Reichskanzler Chlodwig zu Hohenlohe-Schillingsfürst berufen. Das Amt behielt er auch in der ab dem 17. Oktober 1900 amtierenden Regierung von Bernhard von Bülow (Kabinett Bülow). Am 23. August 1903 trat er vom Amt des Staatssekretärs zurück. Nachfolger in diesem Amt wurde Hermann von Stengel.
Freiherr von Thielmann wurde darüber hinaus zum Rechtsritter des Johanniterordens ernannt. Seit 1909 war er Mitglied im Preußischen Herrenhaus. Als Diplomat unternahm er ausgedehnte Reisen in den Kaukasus, nach Persien und Amerika und war Verfasser von Reiseberichten.
Er war Oberleutnant a. D.

## Familie
Max Freiherr von Thielmann vermählte sich in Dresden am 19. Juni 1886 mit Cäcilie Gräfin von Roß (1854–1937), Tochter des kgl. preuß. Steuerrats Wilhelm Graf Roß und der Adelheid Meinhold. Die Ehefrau war Ehrendame des Königlich bayerischen Theresien-Ordens. Cäcilie und Max hatten zwei Töchter. Carola heiratete Victor Hermann von Heyden (1881–1938); Scheidung 1930. Tochter Mathilde heiratete den schweizerischen Staatsbürger Arthur von Freudenreich.

## Veröffentlichungen
- Streifzüge im Kaukasus, in Persien und in der asiatischen Türkei. Duncker & Humblot, Leipzig 1875 (Digitalisat) (Reprint: Nomad Press, Nürnberg 1979)
- Journey in the Caucasus, Persia, and Turkey in Asia, by Lieut. Baron Max von Thielmann. London 1875 (Übersetzung Charles Heneage)
- Vier Wege durch Amerika., Leipzig 1879
- Le Caucase, la Perse, et la Turquie d'Asie. D'après la relation de M. le baron de Thielmann., Paris 1880 (Übersetzung Baron Ernouf)